# Szent István-díj
A Szent István-díjat 2001-ben alapította Bihari Antal, az esztergomi Körzeti Televízió (KTV) vezetője és ugyanazon évben az első  díjátadó az esztergomi bazilikában.

## Története
2001-ben Bihari Antal létrehozott egy alapítványt, mely célul tűzte ki, hogy a következő évtől kezdve díjat fog kiadni. A díjazott kiválasztása közvélemény-kutatás és szavazás alapján történik, átadására Esztergomban kerül sor. Azok kaphatják meg, akik az összmagyarság érdekében kiemelkedő jelentőségű tevékenységet végeztek.
Az alapítvány segíti továbbá az összmagyarság kulturális életének egyetemes kibontakozását, fontos szerepet vállal kulturális örökségünk védelmében.

## Leírása
A díjat jelképező Szent István-emlékszobor harminc centiméter magas, bronzból készült és márványtalapzaton áll, Melocco Miklós szobrászművész alkotása. Szent Istvánt ábrázolja, amint két kezével magasba emeli a keresztet nemzete előtt, és hirdeti:

| „                                 | Így minden ország támasza, talpköve A tiszta erkölcs, mely, ha elvész: Róma ledűl, és rabigába görbed. | ” |
| – Berzsenyi Dániel: A Magyarokhoz | |   |

## Eddigi díjazottak
- 2002 – Orbán Viktor, politikus
- 2003 – Tőkés László református püspök és Duray Miklós közíró
- 2004 – Nemeskürty István,  millenniumi kormánybiztos
- 2005 – Püski Sándor és felesége
- 2006 – Wittner Mária, 1956-os szabadságharcos[2]
- 2007 – Buzánszky Jenő és Grosics Gyula, az Aranycsapat tagjai (Az átadás rendhagyó módon egy nappal hamarabb, augusztus 18-án volt)
- 2008 – Kondor Katalin újságíró
- 2009 – Béres József és családja[3]
- 2010 – Egerszegi Krisztina, olimpiai bajnok, többszörös Európa- és világbajnok úszó
- 2011 – Makovecz Imre magyar építész, a magyar organikus építészet képviselője
- 2013 – Hazl József a Rákóczi Szövetség elnöke
- 2014 – Tamás Ilonka tanítónő: Burián László atya[4]
- 2014 – Lech Wałęsa volt lengyel államfő, a Szolidaritás egyik alapítója[5]
- 2015 – Pozsgay Imre volt politikus, „az összmagyarság érdekében végzett kiemelkedő jelentőségű tevékenységért”
- 2016 – Kallós Zoltán Kossuth-díjas erdélyi magyar néprajztudós, népzenegyűjtő, a nemzet művésze
- 2017 – Duna Televízió[6]
- 2018 – Semmelweis Egyetem Városmajori Szív- és Érgyógyászati Klinika Szívtranszplantációs Munkacsoportja[7]
- 2019 – Csemadok[8]
- 2020 – Méry Gábor fotóművész, a Méry Ratio könyvkiadó tulajdonosa
- 2021 – Szidiropulosz Archimédesz szociológus, a Trianon Kutatóintézet alapító elnöke, a Trianoni Szemle folyóirat alapító főszerkesztője
- 2022 – Prof. Dr. Szakály Sándor Széchenyi-díjas történész a Szent István-díj Alapítvány elnöke. Emlékérmes: Kondor Katalin
- 2023 – Dr. Szabó Pál Csaba a Trianon Múzeum igazgatója. Emlékérmes: Lőrincz Sarolta Aranka a Magyar Kultúra Lovagja
- 2024 – Farkas Bertalan vadászpilóta, kutató űrhajós. Emlékérmes: Drága Bálint villamosmérnök, karmester
- 2025 – Szörényi Levente zeneszerző, gitáros, énekes. Emlékérmes: Vereckei Attila zenepedagógus, gitáros, énekes, kórusvezető- 2025. október 11.